# Острови ССС
Острови ССС (нід. SSS-eilanden; місцево також відомі як Навітряні острови (Bovenwindse Eilanden або Bovenwinden)) — популярний термін для трьох островів Карибського моря, що належать Королівству Нідерландів: Сен-Мартен, Саба та Сінт-Естатіус
Острови розташовані в північно-східній частині Карибського моря, та є частиною ланцюга Малих Антильських островів. Три інших острови в Карибському морі, що належать Королівству Нідерландів, мають назву Острови ABC: Аруба, Бонайре та Кюрасао. Вони знаходяться неподалік від узбережжя Венесуели.
Населення островів ССС складає близько 75 000 осіб. Більшість з них розмовляє англійською або креольською мовою.

## Історія
Острів Сен-Мартен був розділений між Францією та Нідерландами в 1648 році. Нідерландська частина, разом із Сінт-Естатіусом і Сабою, стала єдиною голландською колонією в 1815 році як Сінт-Естатіус і залежні території (Sint Eustatius en Onderhorigheden). 1828 року ця колонія була об'єднана з колоніями Кюрасао та Депенденсі (острови ABC) і Суринам, зі столицею Парамарибо. Коли це злиття було частково скасовано в 1845 році, голландська частина островів ССС стала частиною Кюрасао та залежних островів разом зі столицею Віллемстад. 1954 року ця колонія стала Нідерландськими Антильськими островами.
Бувши частиною Нідерландських Антильських островів, острови ССС спочатку утворювали єдину острівну територію (eilandgebied) як Навітряні острови. 1983 року він був розділений на три окремі острівні території, кожна з яких мала окрему острівну раду. Після розпаду Нідерландських Антильських островів 10 жовтня 2010 року Сінт-Естатіус і Саба стали спеціальними муніципалітетами Нідерландів, тоді як Сінт-Мартен став незалежною країною в Королівстві Нідерланди.